# Labarrus nabeleki
Labarrus nabeleki är en skalbaggsart som beskrevs av Vladimir Balthasar 1936. Labarrus nabeleki ingår i släktet Labarrus och familjen Aphodiidae. Inga underarter finns listade i Catalogue of Life.